# Stilbohypoxylon
Stilbohypoxylon is een geslacht van schimmels dat behoort tot de familie Xylariaceae. De typesoort is Stilbohypoxylon moelleri.

## Soorten
Volgens Index Fungorum telt het 18 soorten (peildatum mei 2023):
| Soortnaam                       | Auteur(s)                          | Publicatiejaar |
| ------------------------------- | ---------------------------------- | -------------- |
| Stilbohypoxylon adiopodoumense  | L.E. Petrini & Y.M. Ju             | 2021           |
| Stilbohypoxylon bresadolae      | (Theiss.) L.E. Petrini & Y.M. Ju   | 2021           |
| Stilbohypoxylon echinocarpum    | (Saccas) L.E. Petrini & Y.M. Ju    | 2021           |
| Stilbohypoxylon elaeidicola     | (Henn.) L.E. Petrini               | 2004           |
| Stilbohypoxylon elaeidis        | Konta & K.D. Hyde                  | 2020           |
| Stilbohypoxylon hypoxylinum     | (Ces.) L.E. Petrini                | 2004           |
| Stilbohypoxylon ignobile        | (Ces.) L.E. Petrini                | 2004           |
| Stilbohypoxylon immundum        | (Berk. & M.A. Curtis) L.E. Petrini | 2004           |
| Stilbohypoxylon julii           | (Fabre) L.E. Petrini & Y.M. Ju     | 2021           |
| Stilbohypoxylon macrosporum     | Hladki & A.I. Romero               | 2003           |
| Stilbohypoxylon minus           | Hladki & A.I. Romero               | 2003           |
| Stilbohypoxylon moelleri        | Henn.                              | 1902           |
| Stilbohypoxylon novae-zelandiae | L.E. Petrini                       | 2003           |
| Stilbohypoxylon quisquiliarum   | (Mont.) J.D. Rogers & Y.M. Ju      | 1997           |
| Stilbohypoxylon rogersii        | L.E. Petrini & Y.M. Ju             | 2021           |
| Stilbohypoxylon samoense        | (Henn.) L.E. Petrini & Y.M. Ju     | 2021           |
| Stilbohypoxylon samuelsii       | J.D. Rogers & Y.M. Ju              | 1997           |
| Stilbohypoxylon theissenii      | L.E. Petrini                       | 2004           |